# Vegetationsgottheit
Vegetationsgottheit oder Fruchtbarkeitsgötter bzw. -göttinnen ist ein Begriff der Religionsgeschichte und Mythologie, der zumeist einen Göttertypus definiert, der gelegentlich, sofern er die zyklischen Momente der Natur repräsentiert, auch als „Sterbender Gott“ bezeichnet wird oder  mit dem Ritual der Heiligen Hochzeit verbunden sein kann. Ein Kennzeichen der jeweiligen Gottheiten ist es, dass sie unter anderem im Kreislauf der Vegetationsrhythmen in die Unterwelt hinabsteigen, um im Frühling in das Diesseits zurückzukehren oder aber in der Unterwelt als chthonische Gottheit als Todesgott über das Totenreich herrschen, mitunter zusammen mit einer Gefährtin/Gefährten, die periodisch auf die Oberwelt darf, z. B. Persephone. Eine besondere Variante stellt dabei die sog. Dema-Gottheit dar, eine weitere die Muttergottheiten
.

## Ursprung und Funktion
Vegetationgottheiten sind insbesondere mit dem Ackerbau des Neolithikums entstanden (Hirtennomaden hatten eher Astral- bzw. Himmelsgötter) und haben sich häufig auch noch bis in die Bronze- und Eisenzeit erhalten, mitunter wie bei Osiris und Hades in einer Funktion als Totenrichter, wenn ihr chthonischer Charakter in den Vordergrund trat. Weibliche Gottheiten fungieren häufig auch als Muttergöttinnen.
Der Typus tritt aber oft nicht rein auf, sondern hat häufig auch anderer Aufgaben angenommen. So ist zum Beispiel die akkadische Ischtar zwar eine originäre Vegetationsgöttin, fungiert aber auch als Göttin des Abendsterns, also als Astralgottheit. Die Verbindung mit dem Vegetationskult ergibt sich in diesem Falle aber durch kalendarische Bezüge bäuerlicher Kulturen.

Was das Paläolithikum angeht, so wird auch hier über Gottheiten wie den Herrn oder die Herrin der Tiere spekuliert, die in irgendeiner Art und Weise auch mit der Fruchtbarkeit von Mensch und Tieren zu tun haben könnte (vgl. Religion im Paläolithikum). Dies ist jedoch nicht Gegenstand dieses Artikels, vgl. dazu Schamanismus.

## Einige Beispiele
Vgl. die einzelnen Lemmata in: 
- Afrika: In den dortigen ethnischen Religionen gibt es zahlreiche verschiedene Vegetationsgottheiten.
- Altes Ägypten: Osiris, Min, Min-Amun, Kamutef
- Antikes Griechenland: Adonis (ebenso in Palästina), Hades, Demeter, Pluto
- Araber: Rudâu
- Etrusker, Rom: Ähnlich wie Griechenland, dazu Minerva
- Germanen: Freyr, Freyja, Baldur
- Hethiter: Telipinu
- Māori: Rongo und Haumia-tiketike
- Mesoamerika: Xipe Totec
- Mesopotamien: Dumuzi, Abu, Ereschkigal, Ischtar/Astarte
- Palästina (syro-kanaanäisch und phönizisch): Ba’al, Ashera
- Indien: Indra

## Vegetationsmythen
Wesen, Funktion und Entstehung der Vegetationsgötter lassen sich besonders gut anhand der Mythen ablesen und entschlüsseln, die mit ihnen in Verbindung stehen, zumal sie oft das Einzige sind, das von ihnen überliefert ist. Agrarmythen werden ab  dem 10. vorchristlichen Jahrtausends zu Beginn des Neolithikums angenommen, lassen sich jedoch erst mit dem Beginn der Schriftkultur, im vorderen Orient etwa um 3500 v. Chr. nachweisen. Es ist hier keinerlei Vollständigkeit angestrebt, vielmehr werden hier paradigmatisch die wichtigsten Vegetationsmythen samt ihren Wandlungen, Verflechtungen und überregionalen Bezügen etc. kurz beschrieben.

### Mythen des altmediterranen Raumes
Sie finden sich hier vor allem in Kleinasien, Palästina sowie im Bereich der römischen, griechischen und etruskischen Kulturen.

### Alteuropäische Mythen
Vor allem Kelten, Germanen und Slawen sowie die Kaukasusregion bieten hier reichlich Beispiele.

### Mythen des indoiranischen Raumes
Der indische und iranische Raum ist gekennzeichnet durch eine Überlagerung vorindoeuropäischer und indoarischer Mythen.

### Ostasiatische Mythen
Sie betreffen vor allem Zentralasien, Hinterindien, China und Japan sowie Indonesien.

### Afrikanische Mythen
Afrika bietet hier ein besonders archaisches Bild, das sich dennoch relativ einheitlich darstellt, was Themen und Strukturen der Mythen betrifft.

### Ozeanische und australische Mythen
Die Mythen dieser Region zeigen ein besonders vielfältiges Bild mit einem teilweise ebenfalls sehr archaischen Zustand. Vor allem Jensens Theorie der Dema-Gottheit, die auf diese Region bezogen und aus ihr abgeleitet ist, hat die Analyse der ozeanischem mythen stark befruchtet.

### Altamerikanische Mythen
Was die relative Einheitlichkeit angeht, gilt Ähnliches wie in Afrika. Hier wie dort ist jedoch die Überlagerung durch die Hochreligionen, in Afrika vor allem den Islam, in Amerika insbesondere das Christentum zu berücksichtigen.